# قصعين أكوادوري
قصعين أكوادوري[بحاجة لمصدر] (الاسم العلمي: Salvia ecuadorensis) هو نوع نباتي يتبع جنس القصعين من فصيلة الشفوية.